# Lucy (Mosella)
Lucy è un comune francese di 208 abitanti situato nel dipartimento della Mosella nella regione del Grand Est.

## Società

### Evoluzione demografica
Abitanti censiti